# Disonycha chlorotica
Disonycha chlorotica är en skalbaggsart som först beskrevs av Olivier 1808.  Disonycha chlorotica ingår i släktet Disonycha och familjen bladbaggar. Inga underarter finns listade i Catalogue of Life.